# Walter Owen Bentley
Walter Owen Bentley, MBE (16. září 1888, Londýn – 13. srpna 1971), spíše známý jen jako W. O. Bentley, byl britský průkopník automobilismu, spoluzakladatel světoznámé firmy Bentley, specializované na výrobu sportovních vozů.

## Život
Walter Owen Bentley v šestnácti letech nastoupil do lokomotivky Great Northern Railway z anglického Doncasteru. V roce 1918 založil se svým starším bratrem společnost Bentley. Před tím ovšem vyvinul letecké motory Bentley B.R.1 a Bentley B.R.2, vyráběné ve velkých počtech pro britské Královské námořnictvo — Royal Navy (resp. pro jeho leteckou složku, Royal Naval Air Service), a později pro Královské letectvo (Royal Air Force). Po první světové válce se společnost přeorientovala na výrobu automobilů. Byl vynikajícím konstruktérem motorů, což dokazují jeho motory se zdvihovým objemem 4,5/6,5 a 8 litrů. Přestože byl skvělým konstruktérem, po obchodní stránce se mu nedařilo. Kvůli tomu se společnost dostala třikrát na pokraj bankrotu. Počtvrté již bylo nutné automobilku prodat a tak ji převzala firma Rolls-Royce. Ta chtěla ponechat Bentleyho dále na pozici konstruktéra. Tuto nábidku však odmítl a přestoupil ke společnosti Lagonda. Pro tuto společnost zkonstruoval motor o objemu 4,5 litru. W. O. Bentley nebyl nikdy bohatý a proto mu po druhé světové válce věnoval Bentley Owners Club šek a ojetý vůz Mini. Po dobu co pracoval u firmy Bentley bylo vyrobeno pouze 3061 vozů. Zemřel chudý v roce 1971 ve Velké Británii.
W. O. Bentley byl za své zásluhy v roce 1995 uveden do Automotive Hall of Fame.